# 勞動價值理論
劳动价值论（Labor Theory of Value）属于经济学中的商品經濟理论范围，它起源于英国的亞當·斯密，中经英国的李嘉图及威廉·湯普遜的發展，终于德国的马克思。亞當·斯密之前的學者威廉·配第、約翰·洛克以及法國重農主義學者都提出過類似論點，建立初步的輪廓，但他們始終沒有深入構建整個勞動價值論，而只滯留于肯定勞動有所貢獻的層面。這理論可以一句説話概括它的基本論點：人類勞動創造商品價值，商品價值由勞動所創造。勞動價值論可説是經濟學其中一個最早出現的理論，早期的經濟學家認爲這理論不但能夠解釋“如何生產？”的生产問題，而且還可推導出“為誰生產？”等消費問題的答案。但是，隨著19世紀70年代邊際效用論的興起，主流的經濟學家更加傾向于使用較爲注重人類心理變化的邊際效用去解釋商品價格的形成，而非抽象的勞動價值；他們還提出生產需依靠不同的生产要素，而非單一勞動，於是西方主流经济学家认为劳动价值理论是错误的，而马克思主义經濟學家则堅持勞動價值論是正確的。
对它的基本理论构成，通常有如下三种不同的理解：
1. 强调劳动是决定商品交换的因素；
2. 指出耗费劳动是决定商品价值的唯一因素；
3. 提出劳动是分配财富的唯一的正当伦理依据。

## 亞當·斯密所作的貢獻
亞當·斯密作爲經濟學史上一個重要的人物，他在《國富論》中提及了商品擁有使用價值及交換價值。他認爲不同的要素收入擁有一個受社會情況影響的自然率，這個自然率構成了自然價格，也被稱爲商品真實的價格。亞當·斯密認爲自然價格代表所生產的就是製成品的交換價值，因應市場的供求情況有所增減成爲市場價格。商品的交換價值需要一個明確的尺度以量度要素收入的多少。他提出穀物或者工人的勞動量都適合作爲這尺度。
亞當·斯密甚至在《國富論》的「序論及全書設計」首句便開宗明義説明勞動生產一切價值：一國國民每年的勞動，本來就是供給他們每年消費的一切生活必需品和便利品的源泉。假設不受市場狀況影響，他認爲一般商品價值的多少取決於生產者投入的勞動量，兩者必須成正比：
在资本累积和土地私有尚未发生以前的初期野蛮社会，获取各种物品所需要的劳动量之间的比例，似乎是各种物品相互交换的唯一标准。例如，一般地说，狩猎民族捕杀海狸一头所需要的劳动，若二倍于捕杀鹿一头所需要的劳动，那麼，海狸一头当然换鹿二头。所以，一般地说，二日劳动的生产物的价值二倍于一日劳动的生产物，两点钟劳动的生产物的价值二倍于一点钟劳动的生产物，这是很自然的。……
如果一种劳动比另一种劳动更为艰苦，对于这较大的艰苦，自然要加以考虑。一点钟艰苦程度较高的劳动的生产物，往往可交换两点钟艰苦程度较低的劳动的生产物。……

在这种社会状态下，劳动的全部生产物都属于劳动者自己。一种物品通常应可购换或支配的劳动量，只由取得或生产这物品一般所需要的劳动量来决定。
生產者的勞動量能夠增加原材料的價值，使之變爲能夠在市場銷售的製成品。商品的價格被逐個生產階級扣除了：
与货币、劳动或其他货物交换的完全制造品的价格，除了足够支付原材料代价和劳动工资外，还须剩有一部分，给予企业家，作为他把资本投在这企业而得的利润。所以，劳动者对原材料增加的价值，在这种情况下，就分为两个部分，其中一部分支付劳动者的工资，另一部分支付雇主的利润，来报酬他垫付原材料和工资的那全部资本。……

劳动的全部生产物，未必都属于劳动者，大都须与雇用他的资本所有者共分。一般用于取得或生产任何一种商品的劳动量，也不能单独决定这种商品一般所应交换、支配或购买的劳动量。很明显，还须在一定程度上由另一个因素决定，那就是对那劳动垫付工资并提供材料的资本的利润。
所以，國富論不但將勞動量作爲一切價值的來源，並認爲生產所需的勞動量是價值最佳的量度手段。
有學者指出，亞當·斯密把價值的根源、價值的調節者和價值的尺度混爲一談。也有學者認爲三者的觀念不可分開，因爲“如果要對一種根源或調節者從數量上加以説明，只能用計量的標準來説”、“根源和调节显然不能从经济学里去掉，如果还要认为它是一种人类意志的科学。根源、调节、甚至计量的标准，都是由人类的目的产生出来的观念，自然科学不妨想要去掉它们。可是，如果经济学所研究的是人类的买卖行为，这些指向未来的目的就是研究的对象。
因此，亞當·斯密的勞動價值論事實上往往把勞動量或者勞動這行爲不加區別地使用，某時候勞動量被經濟學家認定為新增商品價值的來源，某時候則稱他們能夠量度價值，一物既證明另一物的存在，也是那一物的計量標準，理論上顯然存在一種論證的缺陷。關於勞動量如何量度，斯密也沒有清晰的説明。

## 古典經濟學家對該理論的發展

### 李嘉圖
李嘉圖把亞當·斯密所創立的關於勞動價值的理論大加推廣，他首先肯定亞當·斯密所提出的説法：
如果體現在商品中的勞動量規定商品的交換價值，那麽勞動量每有所增加，就一定會增加勞動商品的價值，勞動量每有所減少，其商品價值也必然減少。
他隨後察覺到亞當·斯密間斷地使用兩種價值尺度：穀物和勞動。李嘉圖加以補充亞當·斯密理論内的那種勞動不是生產的勞動量，而是透過商品交換得到的勞動量：
這裡所說的勞動，不是指投放在商品生產上的勞動量，而是指該商品在市場上能得到的勞動量。
李嘉圖指出不論穀物還是勞動，甚至金銀，這些量度媒介同樣是“可變”，其價值會發生波動。他列舉出亞當·斯密前後矛盾的言論以論證只有生產的勞動才能決定商品的相對價值（交換價值）：
亞當·斯密說：“由於勞動購買的東西可能時多時少，這是商品的價值在發生變化，而非購買商品的勞動價值發生了變化，”所以“自身價值永遠不變的勞動才是在任何時間和地點評定和比較一切商品價值的最終真正標準。”如果我們符合這種説法，那就是錯誤的。但亞當·斯密的原先説法是正確的。他曾說：“獲得各種不同物品所必需的勞動量的比例似乎是可以為這些物品相互交換提供尺度的唯一條件。”換句話說，正是勞動所產生的各種商品的相對數量決定著商品的現在或過去的相對價值，而不是為交換勞動而給予勞動者的商品數量決定商品的現在或過去的價值。

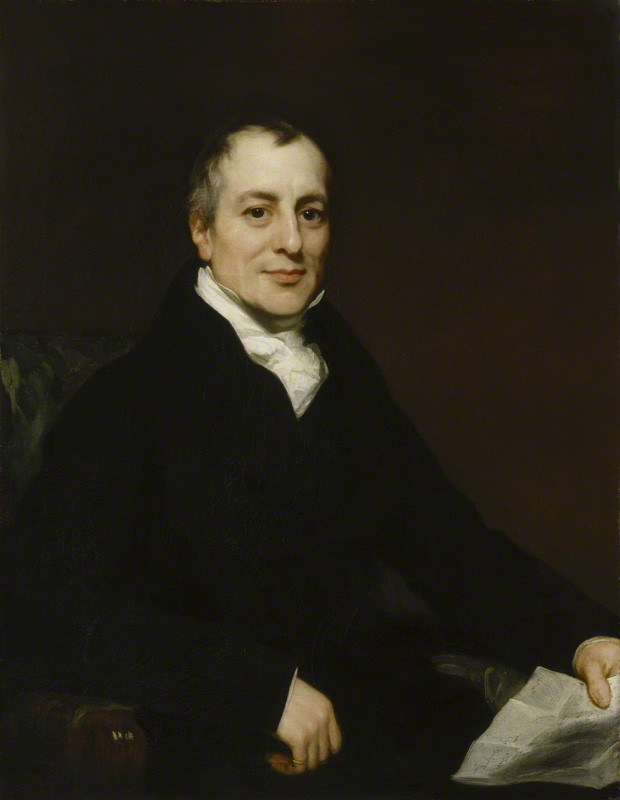
李嘉圖

然後，他用了一個例子攻破“穀物價值論”。李嘉圖假設穀物的價格是每夸脫80先令，勞動者一周工作的收入是1蒲式耳（每夸脫等於1/32蒲式耳）。當穀物價格下跌至每夸脫40先令，勞動者的一周工作收入是1.25蒲式耳。再假設勞動者每週消費0.5蒲式耳穀物，其餘用作交換其他生活必需品。李嘉圖提問：“如果在價格為40先令時他所剩下的3/4蒲式耳穀物所能換取的上述商品沒有在價格為80先令時所剩下的0.5蒲式耳穀物所能換取得多，那麽這份勞動的價值到底是上升了還是下降了？”他認爲從亞當·斯密的思路開始思考，勞動的價值是上升了，因爲勞動者得到了更多的穀物，而亞當·斯密又採用穀物作爲價值標準。“但亞當·斯密又不得不說是降低了，‘因爲物品的價值取決於因佔有該物而取得購買其它物品的能力’，並且勞動具有的購買此類物品的能力已經減少了。”這段話可從數字上衡量，0.5蒲式耳穀物的價格是80先令乘16（32*1/2），總值1280先令；3/4蒲式耳穀物的價格是40先令乘24（32*3/4），總值960先令。明顯地，如果勞動者把餘下的穀物全數出售，所得從1280先令減至960先令了。隨著所得減少，勞動者的購買力也下降了。亞當·斯密所創立的“穀物價值論”因穀物的商品特質而出現矛盾。
專注研究國際貿易的瑞典經濟學家貝蒂爾·奧林在批評古典學派的貿易理論時指出，古典國際貿易理論建基於勞動價值論，而且“李嘉圖通過非熟練勞動力的工作時間而非貨幣來測算產品的生產成本”。他認爲李嘉圖引入了一些簡化理論的假設:
1. 生產邊際成本為計算基礎，不考慮租金
2. 根據統一標準將各種不同種類的勞動簡化為同性質的變量。非熟練勞動力的工作量和工人所得的工資成正比。
3. 所有產品的資本和勞動投入量均相同

需要注意的是，李嘉圖本人在其著作《政治經濟學及賦稅原理》的第一章〈論價值〉之中，並沒有明示以上三种假設條件。但從段落内容可以發現奧林的發現是有根據的。第一點：李嘉圖的勞動價值理論撇除一切壟斷收入，所以租金或者地租等問題完全沒有出現在該章的討論，他認爲地租不能影響商品價格。第二點：一切例子中貨幣的價值已被假設不會波動，所以按時間計算的勞動力投入越多，勞動者所得的工資收入自然更多。第三點：李嘉圖區分了固定資本和流動資本；前者可以不斷生產，並透過利潤的累積有所增加，例如投入生產用途的機器；後者是只供一次使用的資本，例如事先預付給工人的（實質）工資；他列舉出數個例子比較固定資本和流動資本比例相同和不相同時，產品收入的變化。他認爲大量使用固定資本生產的商品，在工資上升時，這種商品的交換價值便下降；反過來大量使用流動資本生產的商品，工資上升導致商品的交換價值上升。
李嘉圖接著解釋爲何交換價值來自于耗費勞動而非其它自然的力量，他在反駁薩伊的三种生产要素聯合協作生產的觀點時指出自然力只能增加商品的使用價值，對交換價值毫無影響，例如麵粉機得到風力或水力推動，節省人力勞動，於是麵粉的交換價值便會下降。但這也是李嘉圖理論最大的弱點。約翰·斯圖亞特·穆勒指出李嘉圖沒有分清價值和價格，他只是將兩者等同。

事實上，李嘉圖並不滿意以勞動者的勞動量作爲商品交換價值的尺度。他的理論仍然需要貨幣去計算勞動量的價值，所以他承認生產成本只要包括累積的利潤，那麽生產成本和交換價值意義相同。儘管他批評亞當·斯密用作量度的穀子會因價格變化而矛盾，但他也意識到勞動價值亦會變化，他多番在個人著作或書信中談到這個問題，在他意外逝世之前仍然致力尋找一個不變的價值標準。正如奧林所說：
李嘉圖和穆勒在提出需要改進的問題后，仍然將他們后來的論據建立在原始的和未改進勞動價值理論的基礎之上。

### 物化勞動

洗碗工的勞動

李嘉圖派的另一員幹將，也是李嘉圖一輩子其中一個最親密的朋友——詹姆斯·穆勒在自己的著作《政治經濟學要義》（Elements Of Political Economy）略談了勞動價值理論，他認爲生产要素有兩种，分別是勞動和資本”。他並不大費周章去討論勞動怎樣及如何創造了相對價值，這本著作對勞動的敍述只是復述亞當·斯密的分工理論。詹姆斯·穆勒把討論重點放在資本上，他提出一個新觀點：“被勞動所利用的物質，當這些物質是之前勞動的結果，命名為資本。”“工具幫助勞動和被使用的物質都會正確地包括在勞動的概念内。工資也通常被包括在資本。”他指出一切資本只不過是之前人類勞動的結果，沒有之前耗費的勞動生產，資本不可能形成並被人類使用配合生產。資本的首部份完全是純勞動的結果，這種資本出現之後增加了勞動的生產能力，能夠和勞動結合協助生產。這種勞動累積資本的概念便是被馬克思主義經濟學家所稱呼的“物化勞動”概念。
詹姆斯·穆勒並且認爲人只能夠移動物質，使他們產生運動，物質之間因此互相分離或者接近。他的兒子，英國經濟學家、政治學家約翰·斯圖亞特·穆勒認爲正是他的父親説明並確立人對自然力規律作爲政治經濟學的基本原則。

### 麥克庫洛赫的葡萄酒

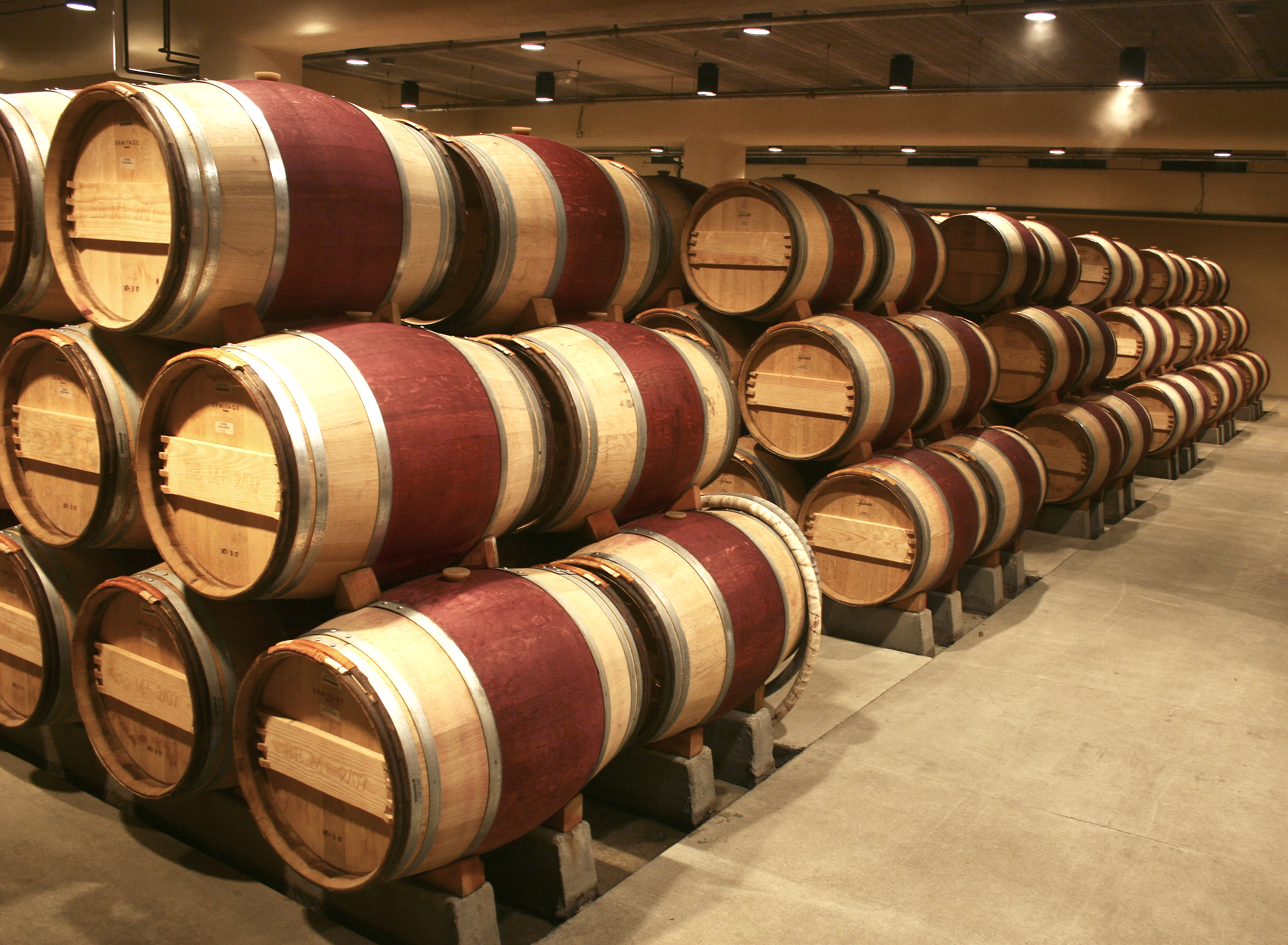
有些商品隨著囤積價值會增漲，例如酒和土地、股票，這種商品有隱含吸取全社會勞動力的特質

李嘉圖派（Ricardian economics）的成員約翰·雷姆賽·麥克庫洛赫在他所著的《政治經濟學原理》（Principles of Political Economy）談到了李嘉圖的勞動價值論不能解釋葡萄酒經儲藏后價值上升的現象。麥克庫洛赫同意商品的交換價值決定于生產他們所需的勞動量，不過他認爲商品在購買或生產后一直保存到適合于使用之前，交換價值的增加與勞動無關，反而是一種利潤，應該屬於使用了的資本。他假定一桶值50鎊的新葡萄酒放在地窖，十二個月之後就便值55鎊，這裡所升值的5鎊是葡萄酒增加的“勞動價值”。麥克庫洛赫聲稱雖然葡萄酒表面上沒有經過勞動的作用，但實際上“通過自然力的媒介，把一筆等量資本轉到葡萄酒内”。麥克庫洛赫認爲這種生產方式無需要資本和人的勞動交換，“是自然本身的作用力在酒桶内產生”。
實際上，麥克庫洛赫將自然力的作用說成跟人的勞動一樣，仿佛勞動既包括了人力，也包括自然力。他的解釋把勞動的意義變得含糊（他認爲勞動應該包括人的活動、動物的活動、機器的活動和自然力的作用四項），既說新增加的價值是利潤，但又自相矛盾説是“勞動價值”。麥克庫洛赫口中轉到葡萄酒内的等量資本不單止看不見，而是根本不存在。如前所述，李嘉圖主張自然力只有增加使用價值，葡萄酒的貨幣價值升值是他的理論解釋不了的地方，但並不代表麥克庫洛赫解釋正確——他採用自然力勞動的觀點與法國經濟學家讓-巴蒂斯特·賽伊的生產三要素論非常接近（賽伊也稱自然力會勞動），可是麥克庫洛赫開宗明義堅持勞動價值論正確（例如著作的第二章第一節標題便標明：勞動是財富的唯一來源”），於是他的葡萄酒例子被後人（主要是馬克思主義政治經濟學家）認爲是令李嘉圖派學説失敗的原因”。

## 馬克思所作的修改

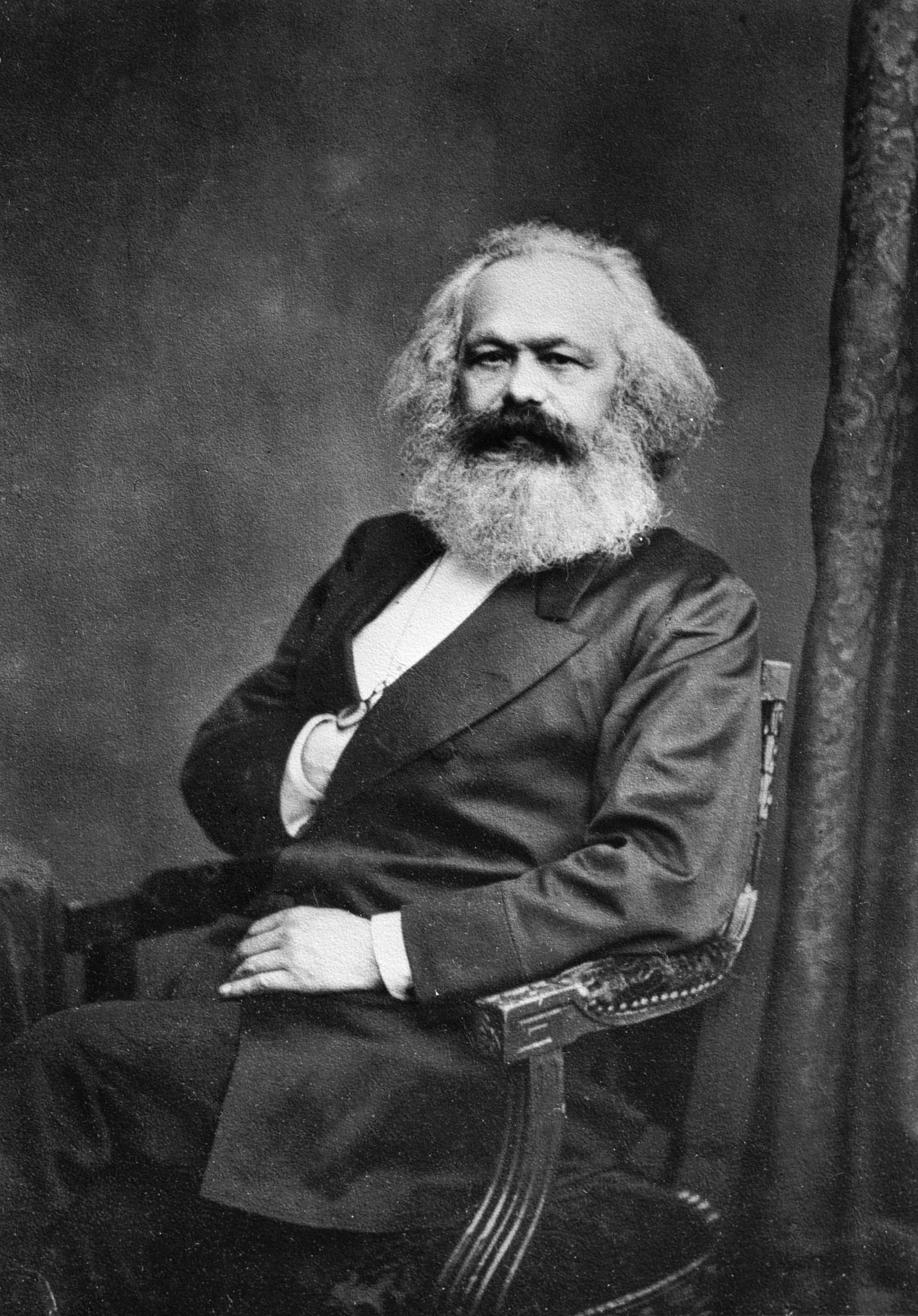
馬克思

馬克思所創立的勞動價值論，大多繼承自李嘉圖所發展的理論，美國經濟學家凡勃倫認爲英國的威廉·湯普遜的思想對馬克思也有影響，“甚至馬克思的價值論、剩餘價值論和剝削論也只不過是用一種令人生畏的術語轉述和精細化了的威廉·湯普遜的理論，無論兩者何其相似，無論馬克思在多大程度上借鑑了湯普遜的理論（儘管馬克思沒有公開承認）”。熊彼特也稱：“作爲理論家，他（馬克思）是李嘉圖的學生，他是李嘉圖的學生不僅因爲他自己的議論顯然從李嘉圖的命題出發，更重要的是他從李嘉圖那裏學會推理的藝術。他一直使用李嘉圖的工具，他踫到的每一個理論的問題都是以他深入研究李嘉圖學説時出現的困難的形式和他在研究中找到的作爲進一步工作的啓發的形式出現的。”“1800年和1840年間，一批試圖發展勞動價值理論的英國作家可能已經為他提供許多見解和細節……他的價值論是李嘉圖式的價值理論。”
由此可見，所謂“馬克思所創立的勞動價值論”並不是馬克思一人獨創，馬克思只是結合和整理了1820年代至1840年代英國經濟學家們的理論成果，並且提出一些新的概念名詞用作分析，重新解釋整個勞動價值論。
同樣地，以下這些“新概念”也並非馬克思獨創，大部分也是前人的理論，馬克思把這些概念放入李嘉圖原來的理論中，然後把這個理論作爲自己的理論核心，並且由這種生產理論出發拓展至後期的分配論、就業論和商品交換論。
1. 商品具有二重性，即价值和使用价值。使用价值是商品的自然属性，具有不可比较性。价值是一般人类劳动的凝结，是商品的社会属性，它构成商品交换的基础。
2. 生产商品的劳动具有二重性，即具体劳动和抽象劳动。
3. 商品价值量由生产这种商品的社会必要劳动时间决定。
4. 价值规律。

與人們普遍認爲的相反，馬克思從來沒有在他的任何著作中使用過“勞動價值論”一詞，而是使用了“價值規律”一詞。馬克思反對“賦予勞動一種超自然的創造力”，他認爲：
勞動不是一切財富的源泉。自然界和勞動一樣，都是使用價值的源泉（物質財富當然就是由使用價值所構成的！），而勞動本身不過是自然力即人類勞動力的表現。——卡爾·馬克思，《哥達綱領批判》

### 馬克思早期所持有的觀點
在撰寫《1857-1858年经济学手稿》的〈機械論片斷〉時，馬克思尚未拋棄古典經濟學的重要理論，他繼承了李嘉圖所發展的労動價值論（Labour Theory of Value），該理論認為價值等同於生產價格，並且認為價值的源頭是直接勞動時間和把直接劳动视为财富的唯一源泉，馬克思由此得出一個結論：   資本主義制度會因生產方式全面自動化一事而導致直接劳动和直接劳动时间不斷受到壓縮，使得财富的创造越来越取决于科学技术的运用，一旦资本主义發展到只有零劳动的自动化生产的境界， 那么价值决定于直接劳动时间的原理就會失效，资本主义交换价值生产制度因而崩溃，但這一理論完全忽視其他形式的勞動所產生的作用及勞動所須的資源的存在性等等，事實上，直接劳动从来不是物质财富的唯一源泉，其中还包括自然界，而直接劳动从来不是价值的源泉，直接劳动时间更不是价值的唯一尺度，資本主義生產財富的基礎是抽象勞動，即使具象勞動被壓縮到最低點，只要抽象勞動仍然存在，資本主義生產機制就能夠繼續運作，直到撰寫《政治经济学批判·第一分册》時，馬克思才放棄了這一理論，轉而創立了勞動價值論及劳动二重性論。仍然以李嘉圖所認可的、已經被馬克思拋棄的労動價值論（而非馬克思所創立的勞動價值論）為理論基礎的意識型態被稱為馬克思原教旨主義，其仍然認為直接勞動是價值的唯一源頭，並且認為資本家式生產方式會因直接勞動的消失而崩潰，由此衍生出加速主義，主張促使資本家繼續推動自動化進程直到資本家式生產方式無法延續下去，這時便能夠發動革命以前進至社會主義階段。建基於科學社會主義的馬克思主義並不認同這些説法的正確性並對其作出批駁。

### 價值
商品的价值是凝结在商品中的无差别的一般人类劳动，即人类体力和脑力的消耗。
從馬克思的角度看來，他深知商品價值跟商品售賣的相對價格並非同一事物，他的理論包含了對價格轉化為價值的運算，儘管被認爲論證出錯，熊彼特指出：“當李嘉圖認識到時間因素——或在生產過程中所發生的營運費用這個因素——同價值或相對價格的決定有關係的時候，這對他就意味著必須承認他的假設是同時是相違背的，不得不按上面所描述的方式降為僅僅是一種近似的真理……馬克思從他的思想的最初階段起……就認識到，交換比率是同李嘉圖關於價值均衡定理不一致的……因而該定理對於馬克思的學説來説並不是必不可少的組成部分”，“對李嘉圖來説，相對價格和價值在本質上是同一种東西……而對馬克思來説，價值和價格卻不是同一种東西”。

### 抽象勞動
抽象劳动是撇开了劳动的具体形式的无差别的一般的人类劳动，即人的体力和脑力消耗。抽象劳动体现着商品生产者之间的经济关系，是形成价值的唯一源泉。簡而言之，抽象勞動並不區分各種勞動之間所要求的技術差異，一概將各種勞動行爲理論上統一為相同性質的勞動。這種概念最初由美國的本傑明·富蘭克林首先提出。
從理論上來説，將各種勞動化爲抽象勞動是有必要的，否則要分析不同勞動者的勞動量會出現差別，例如醫生的勞動跟搬運工人的勞動是不能以相同的標準看待的，前者的勞動是複雜勞動，後者的勞動是簡單的勞動。馬克思把複雜勞動和簡單勞動一概歸類為抽象勞動，避免兩者對研究價值問題出現矛盾。當然，並不是說複雜勞動和簡單勞動演變成抽象勞動之後是等量的，勞動的複雜程度的差異可以按交換價值反應。基於非熟練的勞動和惰性使然導致工時較長的不被勞動價值理論視爲研究對象，勞動價值理論注重於透過勞動行爲表現的勞動力買賣，而非勞動。

### 價值規律
商品价值量的大小由生产商品时所耗费的一般人类劳动量决定，计量劳动量多少的自然尺度是劳动时间，即价值量决定于劳动时间。劳动时间可分为社会必要劳动时间和个别劳动时间。
傑拉德·柯亨指出：
|  | “勞動價值論的核心説法是價值量由社會必要勞動時間確定。更確切地說：一種商品的交換價值正比于在標準勞動生產率條件下為生產它而需要的勞動時間量，並且反比于為生產其他商品而需要的標準勞動時間量。” |

|  | 所謂社會必要的勞動時間是指現在所需要的時間，而不是當這一商品在被生產時所需要的時間：“每种商品的價值……不是由包含在其中的必要勞動時間決定的，而是由它的再生產所要求的勞動實踐所決定。” |

### 生產價格
生產價格是價值的修正，馬克思對資本主義生產過程的分析不如主流經濟學般分爲生產要素市場和商品市場。他受到法國經濟學家魁奈《生產表》的啓發，把商品生產過程分爲兩大部類，從勞動生產生產資料（馬克思的體系不存在生產要素，一切除勞動以外輔助生產的原料及工具一律以“生產資料”概括）開始分析，然後是生產工人的消費品，最後是生產資本家的消費品。三種生產過程皆可以同一公式表達：
c（不變資本）＋v（可變資本）＋m（剩餘價值）＝W（商品價值）
現實世界“價值”是不存在的，人們總以“價格”來表達彼此的經濟關係，這便是李嘉圖和馬克思對“價值”一詞理解的不同。馬克思認為有必要把價值轉化為(生產)價格，方能解釋爲何商品價格和生產成本在現實中並不相等，這就是所謂的“轉型問題”。商品的價格和價值是不斷發生變動的，時升時降，但長期則會互相抵消，所以總體上，商品的價格與價值相等。

## 關於勞動價值論的爭議
勞動價值理論向來備受爭議，特別是其使用抽象的“價值”概念，20世紀的經濟學採用實證研究辦法，抽象的概念能否存於實證性質的科學備受考驗。主流的經濟學家亦不再視經濟學為研究國家和社會各階級之間的經濟關係，改爲注重市場及其結構、機制運行和心理分析人們的理性經濟活動，勞動價值理論背後所帶有的政治含義顯然不合時宜也無助於分析經濟、金融等變化。然而，這個理論在激進政治經濟學家那裏獲得保存和討論。1970年代伴隨著以石油危機所呈現的資本主義制度周期性的經濟危機，西方的激進政治經濟學家重新關注勞動價值理論，並探討其和馬克思的剩餘價值理論和資本主義崩潰理論的關係。

### 1970年代的論戰
曼徹斯特大學的伊恩·斯蒂德曼按照彼羅·斯拉法的價格理論，提出一個論點：“對任何一種‘勞動價值論’的否定，都可以堅定地植根于生產理論的框架之中。”，其根據就是“斯拉法的著作不僅就其直接目的而言是成功的，而且為確定不移地證明在剩餘框架之内對工資、利潤以及價格進行的理論分析是整個獨立于‘勞動價值論’之外的（過程）提供了基礎。”斯蒂德曼還稱“任何有關價值的勞動理論只能對以剩餘為基礎的理論的發展構成障礙。”
他其中一個論點便是依照勞動量（價值）計算的利潤率，並不等同于按照生產價格的利潤率。他的結論是馬克思學説的價值和價格互相背離是内在矛盾，因此他提倡把勞動價值理論剝離於其他馬克思經濟學理論之外。
“老左派”保羅·斯威齊率先回應伊恩·斯蒂德曼的意見，斯威齊辯論道：“我不相信根據價格就能夠進行此種分析，其原因就在于分析中的關鍵性概念和變量，決定一切的重心是剩餘價值率，而根據價格所做的分析中，消失得無影無蹤的恰恰是這個剩餘價值率。”
斯威齊相信一旦依賴利潤率的計算，而放棄勞動價值理論和剩餘價值率，則是變相承認資本等生產資料能夠獨立于勞動自行進行生產，是“拜物教”思維。

### 中国大陸現今觀點
- 中国学者林子力，经过系统调查与深入研究，提出“社会主义和商品经济的统一，就是等量劳动交换通过市场”的崭新观点[39]；先后提出或创立市场经济三大阶段理论、新价值论、劳动商品性理论、产权社会化理论等，构成了社会主义经济学的一个新的理论框架。劳动商品论即劳动商品化理论的提出和论证是经济学理论研究方面的一个突破，而其产权社会化理论则使林子力经济学成为以人的劳动创造为出发点、最终实现劳动者解放的人的经济学[40]。
- 中国学者丁堡骏，以马克思《资本论》第三卷第九章图表为蓝本，依据马克思要素投入按价值计算转型理论，建立“简单的马克思价值转化模型”，证明了平均利润总额与剩余价值总额相等、生产价格总额与商品价值总额相等；依据要素投入按生产价格计算转型理论，创立“扩大的马克思价值转化模型”，证明了平均利润总额与剩余价值总额相等，而生产价格总额与商品价值总额相等的问题转化为生产价格总额减去商品价值总额等于按生产价格计算的不变资本总额与按价值计算的不变资本总额之差的问题[41]。
- 中国学者靳毅民，在对边际主义的供求曲线中的供应曲线修正后，把边际主义的均衡理论与劳动价值论结合起来。如果市场价格低于商品代价，商品提供者会减小生产量，从而使价格上升，当市场价格等于商品代价时，随着商品需求增加，会增加产量，但不会提高价格，供应曲线的中间一段是平行直线，这时商品的价格等于商品代价，也就是劳动价值论的价值或生产价格。对于受资源限制比较严重的商品，因为当需求量上升带动价格上升时，资源限制以及供给短缺都将使商品的供应量不能完成第二步的增加，也就不能使价格回落到原来的水平，无法达到均衡于“生产代价”的状态[42]。
- 中央党校哲学教研部副主任董德刚在“改革30年中国的观念变革”论坛上发表观点，称“劳动价值论也有缺陷。劳动和资产是形成使用价值的两个源泉，也是形成价值的两个源泉，光讲劳动的作用是有片面性的”，“我们只能限制剥削，取缔一切非法的剥削，而合法的剥削是允许存在的”[43]。但显然这种说法是对劳动价值理论的误解。劳动价值理论并不否定生产资料，包括资产，在创造价值中的作用。

### 引用
1. ↑  亞當·斯密. . : 第1頁.
2. ↑  亞當·斯密. . : 第42頁.
3. ↑  亞當·斯密. . : 第44頁.
4. ↑  惠特克.英國政治經濟學中勞動價值學説史與評述，轉引自康芒斯. . : 第207頁.
5. 1 2  康芒斯. . : 第208頁.
6. 1 2  李嘉圖. . : 第3頁.
7. ↑  李嘉圖. . : 第5頁.
8. 1 2  李嘉圖. . : 第7頁.
9. 1 2  俄林. . : 第427頁.
10. ↑  李嘉圖. . : 第200–201頁.
11. ↑  李嘉圖. . : 第12頁、第24頁.
12. ↑  李嘉圖. . : 第15頁.
13. ↑  李嘉圖. . : 第22頁.
14. ↑  李嘉圖. . : 第202頁.
15. ↑  約翰·穆勒. . : 第493頁.
16. ↑  李嘉圖. . : 第25頁.
17. ↑  彼羅·斯拉法編 李嘉圖著李嘉圖著作和通訊集(第4卷)，轉引自瓊·羅賓遜、約翰·伊特韋爾. . : 第29頁.
18. ↑  俄林. . : 第429頁.
19. ↑  James Mill. . : Chapter I.0.4.
20. ↑  James Mill. . : Chapter I.II.4.
21. ↑  James Mill. . : Chapter I.II.5.
22. ↑  James Mill. . : Chapter I.II.8.
23. ↑  James Mill. . : Chapter I.II.10.
24. ↑  麥克庫洛赫. . : 第177頁.
25. ↑  麥克庫洛赫. . : 第179頁.
26. ↑  麥克庫洛赫. . : 第47頁.
27. ↑  麥克庫洛赫. . . : 第2頁.
28. ↑  托爾斯坦·凡勃倫. . . : 第306頁.
29. ↑  托爾斯坦·凡勃倫. . . : 第307頁.
30. 1 2  約瑟夫·熊彼特. . : 第68頁.
31. ↑  cfE F Schumacher,Small Is Beautiful, Pt1, ch 1. Mike Beggs, "Zombie Marx and Modern Economics, or How I Learned to Stop Worrying and Forget theTransformation Problem." Journal of Australian Political Economy, issue 70, Summer 2012/13, p. 16  （页面存档备份，存于）; Gary Mongiovi, "Vulgar economy in Marxian garb: a critique of Temporal Single System Marxism." In: Review of Radical Political Economics, Vol. 34, Issue 4, December 2002, pp. 393-416, at p. 398.
32. ↑  Marx, Karl. . . 1875  [2024-01-07]. （原始内容存档于2017-12-26） –Marxists Internet Archive.
33. ↑  孙乐强. . 哲学研究. 2017-07-10, (9)  [2024-01-07]. （原始内容存档于2024-01-07） –實踐與文本.
34. ↑  保羅·斯威齊. . : 第133頁.
35. ↑  瓊·羅賓遜、約翰·伊特韋爾. . : 第39頁.
36. ↑  熊彼特. . : 第346頁.
37. ↑  熊彼特. . : 第347頁.
38. ↑  本傑明·富蘭克林. . . : 第9頁.
39. ↑  林子力. . : 第41頁.
40. ↑  林子力. . : 第544－574页.
41. ↑  胡代光.转形问题的一个马克思主义的全新解法.当代经济研究,2007,(7):第1－7页
42. ↑  靳毅民.劳动价值论的新认识.经济科学出版社,2007.
43. ↑  劳动价值论也有缺陷 合法的剥削是允许存在的 （页面存档备份，存于）2008年05月09日13:43来源：中国共产党新闻网